# Grote Prijs Raf Jonckheere 1992
De 42e editie van de Belgische wielerwedstrijd Grote Prijs Raf Jonckheere werd verreden op 27 juli 1992. De start en finish vonden plaats in Westrozebeke. De winnaar was Johan Devos, gevolgd door Edwin Bafcop en Frédéric Moncassin.

## Uitslag
| Grote Prijs Raf Jonckheere 1992 |                    |                                        |      |
| Plaats                          | Naam               | Ploeg                                  | Tijd |
| Winnaar                         | Johan Devos        | La William-Duvel                       |      |
| 2                               | Edwin Bafcop       | Assur Carpets-Willy Naessens-Euroclean |      |
| 3                               | Frédéric Moncassin | Castorama                              |      |

1951 · 1952 · 1953 · 1954 · 1955 · 1956 · 1957 · 1958 · 1959 · 1960 · 1961 · 1962 · 1963 · 1964 · 1965 · 1966 · 1967 · 1968 · 1969 · 1970 · 1971 · 1972 · 1973 · 1974 · 1975 · 1976 · 1977 · 1978 · 1979 · 1980 · 1981 · 1982 · 1983 · 1984 · 1985 · 1986 · 1987 · 1988 · 1989 · 1990 · 1991 · 1992 · 1993 · 1994 · 1995 · 1996 · 1997 · 1998 · 1999 · 2000 · 2001 · 2002 · 2003 · 2004 · 2005 · 2006 · 2007 · 2008 · 2009 · 2010 · 2011 · 2012 · 2013 · 2014 · 2015 · 2016 · 2017 · 2018 · 2019 · 2020 · 2021 · 2022